# Osbornellus auronitens
Osbornellus auronitens är en insektsart som beskrevs av Léon Abel Provancher 1889. Osbornellus auronitens ingår i släktet Osbornellus och familjen dvärgstritar. Inga underarter finns listade i Catalogue of Life.